# Smaug (animal)
Smaug es un género de reptiles escamosos de la familia Cordylidae propios del sur de África.

## Especies
Se reconocen las siguientes ocho especies:
- Smaug barbertonensis (Van Dam, 1921)
- Smaug breyeri (Van Dam, 1921)
- Smaug depressus (Fitzsimons, 1930)
- Smaug giganteus (Smith, 1844)
- Smaug mossambicus (Fitzsimons, 1958)
- Smaug regius (Broadley, 1962)
- Smaug vandami (Fitzsimons, 1930)
- Smaug warreni (Boulenger, 1908)